# Noëlla Pontois
Noëlla Pontois (Vendome, 24 dicembre 1943) è un'ex ballerina francese, danseuse étoile del balletto dell'Opéra di Parigi dal 1968 al 1983.

## Biografia
Noëlla Pontois ha iniziato a studiare danza all'età di nove anni alla scuola di danza dell'Opéra di Parigi e nel 1960 è stata scritturata dal corps de ballet della compagnia. Nel 1964 è stata promossa a solista, nel 1966 a ballerina principale e nel 1968 è stata proclamata danseuse étoile del balletto dell'Opéra di Parigi.
Nel corso della sua carriera ha danzato molti dei maggiori ruoli femminili del repertorio, incluso le protagoniste di Giselle, La bella addormentata, Spartak, Romeo e Giulietta, Apollon Musagete, Don Chisciotte, Il pomeriggio di un fauno, Coppélia, Notre-Dame de Paris, La Bayadère, Il lago dei cigni, Sylvia e Lo schiaccianoci.
Tra i suoi partner si annoverano alcuni dei maggiori ballerini del XX secolo, tra cui Cyril Atanassoff, Patrick Dupond, Mickaël Denard, Jean-Pierre Bonnefous, Rudol'f Nureev, Michail Baryšnikov, Fernando Bujones, Jean-Pierre Franchetti, Jean-Yves Lormeau, Laurent Hilaire, Manuel Legris, Charles Jude, Georges Piletta e Peter Schaufuss.
Nel 1983 ha dato il suo addio alle scene danzando nel ruolo eponimo di Raymonda. Dal 1988 al 2007 ha insegnato danza alla scuola dell'Opéra di Parigi. 

## Vita privata
È sposata con il ballerino giapponese Daïni Kudo, da cui ha avuto la figlia Mitéki Kudo.